# Hesperilla sarnia
Swift Sedge Skipper (Hesperilla sarnia) là một loài bướm ngày thuộc họ Hesperiidae. Nó là loài đặc hữu của Queensland.
Ấu trùng ăn Scleria, bao gồm Scleria levis.